# Keep the Faith: The Videos
Keep the Faith: The Videos – kompilacja teledysków zespołu Bon Jovi pochodzących z albumu New Jersey, wydana w 1994. Na albumie nie został zamieszczony jedynie teledysk do utworu „Dry County”, gdyż ten został oficjalnie wyemitowany po wydaniu albumu. Specjalnie na potrzeby kompilacji wydano wcześniej niepublikowany teledysk do utworu „If I Was Your Mother”.
Wydany w formatach VHS i Laserdisc.

## Spis utworów
Opracowano na podstawie materiału źródłowego.
1. „Keep the Faith”
2. „Bed of Roses”
3. „In These Arms”
4. „If I Was Your Mother”
5. „I'll Sleep When I'm Dead”
6. „I Believe”
7. „I Wish Everyday Could Be Like Christmas"
8. „Cama De Rosas” (hiszpańska wersja utworu „Bed of Roses”)
9. „Ballad Of Youth”
10. „Dyin' Ain't Much Of A Livin'”
11. „I'll Sleep When I'm Dead” (wersja akustyczna)